# Ghost Dog – Cesta samuraje
Ghost Dog – Cesta samuraje (anglicky Ghost Dog: The Way of the Samurai) je americký akční film z roku 1999, napsaný a zrežírovaný Jimem Jarmuschem. Forest Whitaker hraje hlavní postavu, záhadného Ghost Doga, který je zaměstnán u mafie jako nájemný vrah. Jeho zvláštností je, že dodržuje starobylý kodex samuraje nastíněný v knize Hagakure. Snímek je poctou filmu z roku 1967 Samuraj (francouzsky Le Samouräi) od Jean-Pierra Melvilla.

## Děj
Ghost Dog (Whitaker) vnímá sám sebe jako dlužníka místnímu gangsterovi Louiemu (John Tormey), jelikož mu před lety zachránil život. Louie řekne Ghost Dogovi, aby zabil gangstera, který spí s dcerou (Tricia Vessey) mafiánského šéfa Varga (Henry Silva). Jenže Ghost Dog ho zabil v přítomnosti dívky a jeho zaměstnavatelé se ho rozhodnou zbavit. Louie prakticky o Ghost Dogovi neví vůbec nic i komunikace s ním probíhá prostřednictvím poštovních holubů. Gangsteři začali sledovat všechny holuby, až nakonec najdou boudu na střeše Ghost Dogova domu a zabijí všechny holuby, kteří tam byli. Tehdy si Ghost Dog uvědomuje, že musí vyvraždit celou mafii, jinak zemře on i jeho pán.
Během dne Ghost Dog často navštěvuje park, kde prodává zmrzlinu jeho přítel, Haiťan Raymond (Isaach De Bankolé) mluvící pouze francouzsky. Ghost Dog francouzštinu neovládá a ani Raymond neumí anglicky, ale zdá se, že si navzájem rozumí. Ve skutečnosti se během celého filmu děje to, že když někdo něco řekne a ten druhý mu nerozumí, tak zopakuje celou větu ve svém jazyce - rozumí si mimoslovně. Ghost Dog se také spřátelí s malou holčičkou Pearline (Camille Winbush), jíž půjčí svou knížku – Rashomon, kterou dostal od Vargovy dcery.
V závěru filmu Ghost Dog napadne Vargovu vilu a zabije téměř každého, kterého potká s výjimkou Louieho a Vargovy dcery. I když je Louie Ghost Dogovi loajální, přece jen musí pomstít vraždu šéfa Varga. Louie nakonec konfrontuje Ghost Doga u Raymondova zmrzlinového stánku. Spolu s nimi jsou tam Raymond i Pearline, která před chvílí Ghost Dogovi vrátila knížku a půjčila si od něho Hagakure. Ghost Dog nechce zaútočit jeho pána a dovoluje tak Louiemu, aby ho zabil. Jako poslední věc dá Louiemu knížku Rashomon a nabádá ho, aby si ji přečetl.

## Obsazení
- Forest Whitaker jako Ghost Dog
- John Tormey jako Louie
- Henry Silva jako Ray Vargo
- Cliff Gorman jako Sonny Valerio
- Isaach De Bankolé jako Raymond
- Camille Winbush jako Pearline
- Tricia Vessey jako Louise Vargo
- Gene Ruffini jako Consigliere
- Frank Minucci jako Big Angie
- Richard Portnow jako Handsome Frank
- Frank Adonis jako Valeriův bodyguard
- Victor Argo jako Vinny
- RZA jako Samuraj
- Gary Farmer jako Nikdo
- Shi Yan Ming jako Mistr Kung-Fu

Gary Farmer hraje postavu, která se jmenuje „Nikdo“. Jedná se o stejnou postavu, která se objevila ve westernu z roku 1995 Mrtvý muž, také režírovaná Jimem Jarmuschem. Poté, co se střetne se skupinkou gangsterů na střeše zopakuje stejnou větu, jako z Mrtvého muže, načež je zabit. Mladší bratr Foresta Whitakera Damon hraje ve flashbacích mladého Ghost Doga.

## Produkce
Natáčení většinou probíhalo v Jersey City ve státě New Jersey, ale ve filmu není nikdy zmíněno, kde se děj odehrává.
Postavy se někdy dívají v televizi na animované pohádky. Děj v nich je narážkou na události probíhající ve filmu.

## Přijetí
Názor kritiků byl velice příznivý. Na stránce Rotten Tomatoes získal film hodnocení 81 %, oceňován byl zejména za inovativní smíchání samurajského a gangsterského prostředí. Snímek byl nominován na několik ocenění, ale nezískal žádná. Celosvětově film vydělal 9 380 473 dolarů.

## Soundtrack
Hudba k filmu a soundtrack byly vytvořeny rapperem RZA. Byly vydány verze soundtracku pro Japonsko a USA, každá s jinými písněmi. Japonská verze obsahovala některé písně, které se neobjevily ve filmu. Naopak některé písně hrající ve filmu se neobjevily na soundtracku. Byly to From Then Till Now od Killah Priest, Armagideon Time od Willi Williamse, Nuba One od Andrewa Cyrilla a Jimmyho Lyonse a Cold Lampin With Flavor od Public Enemy.

## Inspirace
Film je poctou filmu Samuraj z roku 1967. Stejně jako on i Ghost Dog začíná citátem z fiktivní Knihy Bušidó a hlavní postava je meditativní, osamělý člověk. Oba filmy mají taky společný způsob, jak se hrdina dostává do izolace. Podobný je i závěr filmu, vztah obou postav k ptákům a podobně.
Dále film odkazuje na snímek Koroshi no rakuin od Seijuna Suzukiho; když Ghost Dog míří zbraní, tak se mu na hlaveň posadí pták, zatímco v Suzukiho filmu to je motýl. Ghost Dogovo zastřelení Sonnyho Valeria skrz odpadní trubku je v podstatě převzaté z Koroshi no Rakuin. Ghost Dog byl také předlohou pro RPG hru Guardians of Order.